# Gabryjałowszczyzna (sielsowiet Kolczuny)
Gabryjałowszczyzna (biał. Габрыялаўшчына; ros. Габрияловщина) – dawny majątek. Tereny, na których był położony, leżą obecnie na Białorusi, w obwodzie grodzieńskim, w rejonie oszmiańskim, w sielsowiecie Kolczuny.

## Historia
W czasach zaborów folwark w gminie Graużyszki, w powiecie oszmiańskim, w guberni wileńskiej Imperium Rosyjskiego. W 1905 roku wieś liczył 21 mieszkańców.
W latach 1921–1945 majątek leżał w Polsce, w województwie wileńskim, w powiecie oszmiańskim, w gminie Graużyszki.
W 1931 w 5 domach zamieszkiwały 34 osoby.
Wierni należeli do parafii rzymskokatolickiej w Graużyszkach i prawosławnej w Holszanach. Miejscowość podlegała pod Sąd Grodzki w Holszanach i Okręgowy w Wilnie; właściwy urząd pocztowy mieścił się w Graużyszkach.